# Bagneux, Marne
Bagneux är en kommun i departementet Marne i regionen Grand Est (tidigare regionen Champagne-Ardenne) i nordöstra Frankrike. Kommunen ligger i kantonen Anglure som tillhör arrondissementet Épernay. År 2022 hade Bagneux 408 invånare.

## Befolkningsutveckling
Antalet invånare i kommunen Bagneux
| Referens: INSEE |